# Glacier Aialik
Le glacier Aialik est un glacier côtier d'Alaska aux États-Unis situé dans le borough de la péninsule de Kenai, dans les montagnes Chugach. Il part du champ de glace Harding et se termine dans la baie Aialik, à 27 km au sud-ouest de Seward.
Son nom lui a été donné en 1909 par U.S. Grant et D.F. Higgins de l'United States Geological Survey.